# Mount Holdsworth
Mount Holdsworth ist ein 2360 m hoher Berg aus Granitgestein im ostantarktischen Viktorialand. Er ragt im östlichen Teil der Monteath Hills in den Victory Mountains auf.
Der Berg erhielt seinen Namen durch Teilnehmer der New Zealand Federal Mountain Club Antarctic Expedition (1962–1963). Namensgeber ist der neuseeländische Geologe Gerald Holdsworth (* 1939), Leiter der Nordgruppe bei dieser Expedition.